# NGC 7246
NGC 7246 est une galaxie spirale située dans la constellation du Verseau. Sa vitesse par rapport au fond diffus cosmologique est de 5 672 ± 60 km/s, ce qui correspond à une distance de Hubble de 56,0 ± 3,9 Mpc (∼183 millions d'al). NGC 7246 a été découverte par l'astronome germano-britannique en 1793. Cette galaxie a aussi été observée par l'astronome français Guillaume Bigourdan le 16 octobre 1898 et elle a été inscrite à l'Index Catalogue sous la désignation IC 5198.
En raison d'une brillance de surface égale à 14,70 mag/am2, on peut qualifier NGC 7246 de galaxie à faible brillance de surface (LSB en anglais pour low surface brightness). Les galaxies LSB sont des galaxies diffuses (D) avec une brillance de surface inférieure de moins d'une magnitude à celle du ciel nocturne ambiant.
La classe de luminosité de NGC 7246 est I et elle présente une large raie HI. Elle renferme également des régions d'hydrogène ionisé.
À ce jour, une seule mesure non basée sur le décalage vers le rouge (redshift) donne une distance d'environ 41,100 Mpc (∼134 millions d'al). Cette valeur est à l'extérieur des valeurs de la distance de Hubble. Notons que c'est avec la valeur moyenne des mesures indépendantes, lorsqu'elles existent, que la base de données NASA/IPAC calcule le diamètre d'une galaxie et qu'en conséquence le diamètre de NGC 7246 pourrait être d'environ 32,3 kpc (∼105 000 al) si on utilisait la distance de Hubble pour le calculer.